# Koalitionsvertrag der 17. Wahlperiode des Bundestages
Der Koalitionsvertrag der von 2009 bis 2013 in der gesamten 17. Legislaturperiode des deutschen Bundestages amtierenden schwarz-gelben Bundesregierung in Deutschland wurde nach der Bundestagswahl 2009 zwischen den Koalitionspartnern CDU, CSU und FDP ausgehandelt. Der 134 Seiten umfassende Vertrag ist Grundlage der Regierungsarbeit der schwarz-gelben Koalition (Kabinett Merkel II) und trägt den Titel „Wachstum. Bildung. Zusammenhalt.“

## Geschichte
Nach der Bundestagswahl 2009 erreichten CDU/CSU und FDP gemeinsam mit 48,4 % der Stimmen eine knappe Mehrheit vor Rot-Rot-Grün und kündigten rasche Koalitionsverhandlungen an.
Nach der Großen Koalition der vorherigen Legislaturperiode, welche von der Union als Zweckbündnis angesehen wurde, wolle man nun zusammen mit der FDP einen neuen Kurs einschlagen.
Nach rund dreiwöchigen Verhandlungen stellte die schwarz-gelbe Koalition den neuen Koalitionsvertrag am 24. Oktober vor und nannte bereits vorab die neuen Minister.
Der Vertrag wurde daraufhin am 26. Oktober 2009 von den Vorsitzenden der drei Regierungsparteien unterzeichnet. Am 28. Oktober wurde Angela Merkel als Kanzlerin der Schwarz-Gelben Koalition wiedergewählt und die neue Regierung aufgestellt.

## Politischer Inhalt

### Steuern & Haushalt
Innerhalb der Legislaturperiode sind Steuersenkungen von bis zu 24 Milliarden Euro pro Jahr vorgesehen. Die von der Vorgängerregierung beschlossenen Steuerentlastungen (u. a. durch das Wachstumsbeschleunigungsgesetz) von jährlich 14 Milliarden Euro ab Anfang 2010 sollten unabhängig davon greifen.
Die Einkommensteuer sollte zum Januar 2011 restrukturiert werden, so sollte ein System mit wenigen Tarifstufen geschaffen werden. Darüber hinaus soll die Unternehmenssteuerreform von 2008 korrigiert werden. Ebenfalls soll es Entlastungen innerhalb der Erbschaftssteuer geben, so sollen vor allem Geschwister, Nichten, Neffen und Firmenerben entlastet werden.
Für mehr Transparenz sollen private Steuerberatungskosten wieder absetzbar sein, darüber hinaus soll die Besteuerung von Renten vereinfacht werden.
Die Mehrwertsteuer soll im Kern unangetastet bleiben, lediglich für die Beherbergungsleistungen der Hotel- und Gaststättenbetriebe soll der ermäßigte Steuersatz von sieben Prozent gelten. Anbieter von Postdienstleistungen sollen aufgrund eines Urteils vom Europäischen Gerichtshof steuerlich gleich behandelt werden.
Eine EU-Steuer wird ausgeschlossen.

### Arbeit, Soziales und Gesundheit
Die Schwarz-Gelbe Koalition plant umfassende Änderungen innerhalb der Hartz IV-Regelungen. Zum einen sollen die Zuverdienstgrenzen verbessert werden, zum anderen das Schonvermögen für die Altersvorsorge von 250 auf 750 Euro erhöht werden. Es soll weiterhin geprüft werden, ob Neben- und Energiekosten pauschaliert werden können. Der Beitrag zur Arbeitslosenversicherung soll stabil bei 2,8 % (ab 2011: 3,0 %) gehalten werden.
Einheitliche, gesetzliche Mindestlöhne werden von der Koalition abgelehnt. Mindestlöhne innerhalb einer Branche sollen nur vom Parlament erklärt werden dürfen. Bestehende Regelungen sollen bis Oktober 2011 analysiert werden, daraufhin soll über die Fortsetzung oder die Aufhebung der Regelungen getagt werden.
Während befristete Arbeitsverträge erleichtert werden sollen, soll der Kündigungsschutz unverändert bleiben.
Innerhalb der Rentenpolitik wird ein einheitliches System in Ost und West angestrebt, außerdem soll ein Alterseinkommen für jene beschlossen werden, welche zeit ihres Lebens Vollzeit berufstätig waren.
Der Gesundheitsfonds soll erhalten bleiben, jedoch sollen Beiträge der Versicherten zukünftig einkommensunabhängig pauschal berechnet werden. Der Wechsel in die private Krankenversicherung soll erleichtert werden. Zudem sollen die Verfahren zur Bestimmung der Preise von Arzneimitteln überprüft und der Verkauf von Medikamenten in Supermärkten und Drogerien verboten werden. Die Praxisgebühr sollte erhalten bleiben.

### Bildung & Forschung
CDU/CSU und FDP planen die Einführung eines nationalen Stipendienprogrammes, welches begabten Studenten einkommensunabhängig monatlich bis zu 300 Euro gewähren soll. Dadurch soll der Anteil der Stipendien von zwei auf zehn Prozent erhöht werden.
Die Ausgaben für Bildung & Forschung sollen im Allgemeinen auf zehn Prozent des Bruttoinlandsproduktes erhöht werden.

Noch vor der Einschulung sollen verbindliche Sprachtests für Vierjährige eingeführt werden, bei Nichtbestehen soll die Sprachentwicklung gefördert werden.

Die Zentralstelle für die Vergabe von Studienplätzen soll reformiert, das Hochschulrahmengesetz abgeschafft werden.

Die Forschung soll auf die Bereiche Klimaschutz/Erneuerbare Energien, Gesundheit, Mobilität, Kommunikation und Sicherheit fokussiert werden, besonders hervorgehoben werden seitens der Koalition die Materialforschung, die Biotechnologie sowie die Gesundheits- und Stammzellforschung.

### Familie
Zum Januar 2010 wurde zunächst der jährliche Kinderfreibetrag von 6024 auf 7008 Euro erhöht. Das Kindergeld soll um 20 Euro monatlich erhöht werden, also 184 Euro für das erste und zweite Kind, 190 Euro für das dritte sowie 215 Euro für jedes weitere Kind.
Zur Verbesserung der Betreuung von Kindern soll zudem das Elterngeld so verbessert werden, dass mehr Väter die Elternzeit in Anspruch nehmen. Tagesmütter und Erzieher sollen besser aus- und weitergebildet werden.
Darüber hinaus sollen die Gesetzestexte in der Richtung überarbeitet werden, dass Kinderlärm kein Anlass von Gerichtsverhandlungen mehr sein könne.

### Inneres
Das von der Großen Koalition beschlossene Ausspähen von privaten Computern soll weiter Bestand haben, jedoch soll die Privatsphäre des Einzelnen verbessert werden. Die Vorratsdatenspeicherung wurde bis zum Urteil des Bundesverfassungsgerichts diesbezüglich zunächst ausgesetzt.
Arbeitnehmer sollen ebenfalls besser geschützt werden, es sollen seitens der Arbeitgeber nur solche Daten erhoben und genutzt werden, welche für das Arbeitsverhältnis relevant sind.
Außerdem soll das Jugendstrafrecht verschärft werden. In der Migrationsfrage soll die Beherrschung der Deutschen Sprache unabhängig von Altersklasse gefördert werden. Einwanderer sollen zunächst Deutschkenntnisse vorweisen müssen.

### Energie & Umwelt
Der Atomausstieg soll revidiert werden, stattdessen soll die Laufzeit von sicheren Atomkraftwerken verlängert werden. Im Gegenzug sollen die Betreiber gezwungen werden, Gewinne für die Erforschung Erneuerbarer Energien, welche gefördert und ausgebaut werden soll, einzusetzen und Mittel zur Erhaltung und gegebenenfalls Schließung von Endlagern bereitzustellen.
Ein neues Energiekonzept für eine saubere, zuverlässige und bezahlbare Energieversorgung sollte Mitte 2010 vorgelegt werden.
Die CO2-Emissionen sollen bis 2020 um 40 % gegenüber 1990 gesenkt werden. Für den Klimaschutz wird ein neues internationales Klimaschutzabkommen angestrebt.

### Außen- und Sicherheitspolitik
Die Wehrdienstzeit soll zum Januar 2011 von neun auf sechs Monate verkürzt werden. Die in Deutschland stationierten US-amerikanischen Atomwaffen sollen abgezogen werden. Die USA werden im Vertrag als wichtigster Verbündeter außerhalb der Europäischen Union bezeichnet.
Der Afghanistan-Einsatz der Bundeswehr wird von Union und FDP weiterhin unterstützt. Es soll im Dezember 2009 über die Frage der Truppenstärke getagt werden. Die Ausbildung der afghanischen Polizei sowie der zivile Wiederaufbau soll stärker unterstützt werden. Der Marineeinsatz vor der libanesischen Küste soll schrittweise beendet werden.
Dem EU-Beitritt der Türkei steht man neutral gegenüber. Im Falle einer Verweigerung soll ein privilegiertes Verhältnis angestrebt werden.
Die gesamte Struktur der Bundeswehr soll überprüft werden. Hierzu soll eine Bundeswehr-Strukturkommission eingesetzt werden.